# The Demi-Bride
Pour plus de détails, voir Fiche technique et Distribution.
The Demi-Bride est un film muet américain réalisé par Robert Z. Leonard, sorti en 1927.

## Synopsis
La jeune Criquette s'éprend du dandy parisien Philippe, et lorsqu'elle découvre qu'il a une liaison avec Madame Girard, sa belle-mère, elle se sert de cette information pour l'amener à se marier avec elle. Philippe est d'abord réticent mais est vite captivé par son charme. 

## Fiche technique
- Titre original : The Demi-Bride
- Réalisation : Robert Z. Leonard
- Scénario : F. Hugh Herbert, Florence Ryerson
- Intertitres : Paul Perez, Terrence Daugherty
- Décors : Cedric Gibbons, A. Arnold Gillespie
- Costumes : André-ani
- Photographie : Percy Hilburn
- Montage : William LeVanway
- Production : Robert Z. Leonard, Erich Pommer
- Société de production : Metro-Goldwyn-Mayer
- Société de distribution : Metro-Goldwyn-Mayer
- Pays d'origine :  États-Unis
- Langue originale : anglais
- Format : Noir et blanc  — 35 mm — 1,33:1 — Film muet
- Genre : Comédie
- Durée : 76 minutes
- Dates de sortie : États-Unis : 19 février 1927

## Distribution
- Norma Shearer : Criquette
- Lew Cody : Philippe Levaux
- Lionel Belmore : M. Girard
- Tenen Holtz : Gaston
- Carmel Myers : Mme Girard
- Dorothy Sebastian : Lola